# Ruses, Rhymes and Roughnecks
Ruses, Rhymes and Roughnecks é um curta-metragem norte-americano de 1915, do gênero comédia, estrelado por Harold Lloyd.

## Elenco

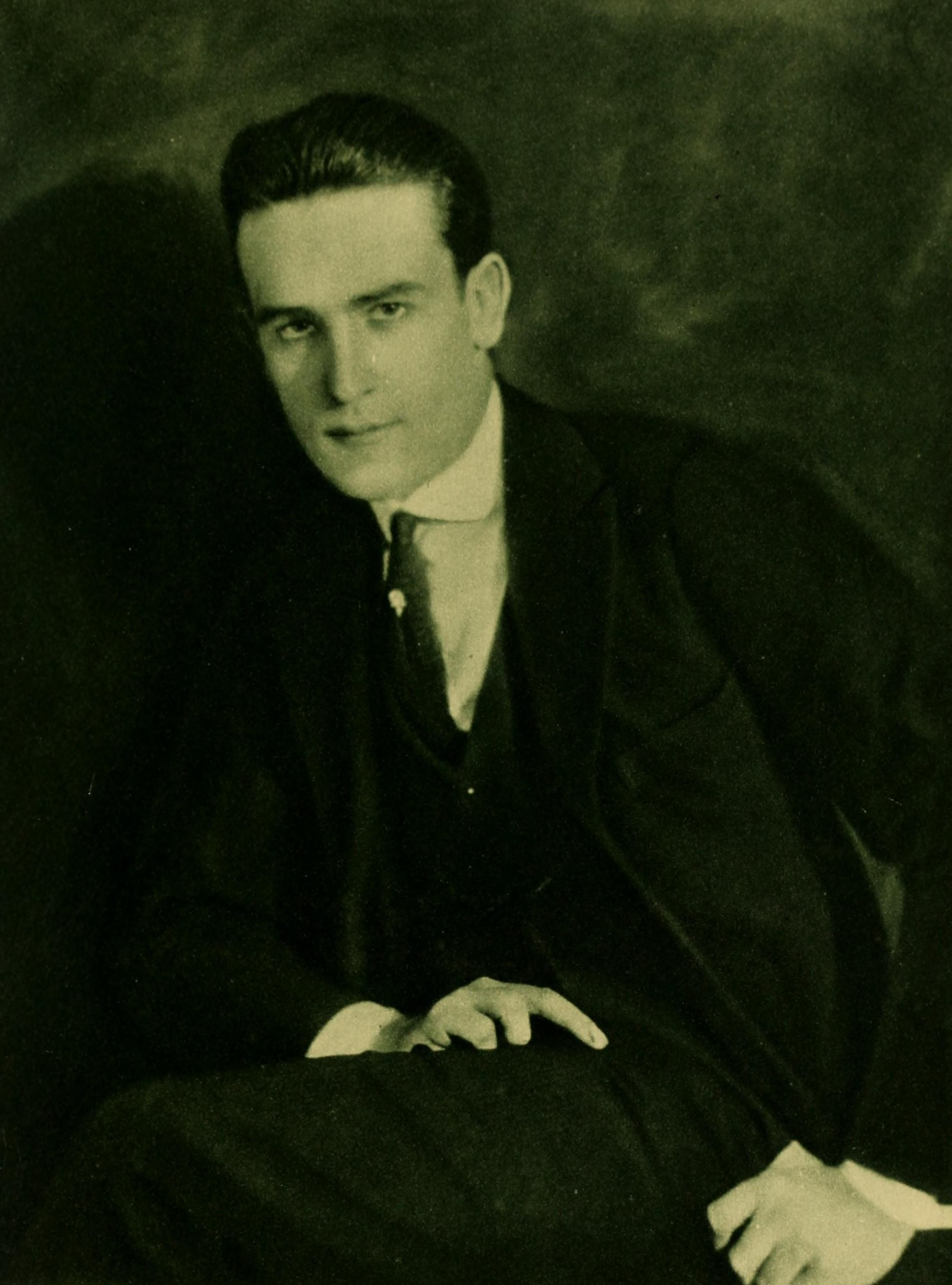
Harold Lloyd

- Harold Lloyd como Lonesome Luke
- Snub Pollard (como Harry Pollard)
- Gene Marsh
- Bebe Daniels
- Jack Spinks